# Unai Medina
Unai Medina Pérez (Basauri, Vizcaya, 16 de febrero de 1990) es un futbolista español que juega como defensa en la U. D. Ibiza de la Primera Federación.

## Trayectoria
Formado en las categorías inferiores del Athletic Club desde edad alevín, en la temporada 2008-09 debutó en Tercera División con el C. D. Basconia y en Segunda División B con el Bilbao Athletic. Durante la campaña 2009-10 disputó partidos con ambos filiales y pasó definitivamente a la plantilla del Bilbao Athletic una temporada después.
Para la temporada 2012-13 recaló en el Barakaldo C. F. y disputó treinta y dos partidos en los que anotó cinco goles. En la campaña 2013-14 fichó por el Deportivo Alavés, con el que debutó en Segunda División. Terminada la siguiente temporada finalizó su contrato y, tras rechazar una oferta de renovación, fichó por el C. D. Numancia de Soria.
El 1 de julio de 2019 se confirmó su fichaje por el Real Sporting de Gijón.
El 15 de septiembre de 2020, tras rescindir su contrato con el club asturiano, firmó por la U. D. Logroñés, entonces en la Segunda División. De cara al curso siguiente se marchó al Real Racing Club de Santander, equipo con el que firmó por dos años. En el primero de ellos logró un ascenso a Segunda División y tras el segundo fichó por la U. D. Ibiza.

## Clubes
| Club                          | País   | Año       |
| ----------------------------- | ------ | --------- |
| C. D. Basconia                | España | 2008-2010 |
| Bilbao Athletic               | España | 2010-2012 |
| Barakaldo C. F.               | España | 2012-2013 |
| Deportivo Alavés              | España | 2013-2015 |
| C. D. Numancia de Soria       | España | 2015-2019 |
| Real Sporting de Gijón        | España | 2019-2020 |
| U. D. Logroñés                | España | 2020-2021 |
| Real Racing Club de Santander | España | 2021-2023 |
| U. D. Ibiza                   | España | 2023-     |